# ۴-متیل‌هیستامین
۴-متیل‌هیستامین (به انگلیسی: 4-Methylhistamine) با فرمول شیمیایی C۶H۱۱N۳ یک ترکیب شیمیایی با شناسه پاب‌کم ۳۷۴۶۳ است. که جرم مولی آن ۱۲۵٫۱۷۱۶۴ g/mol می‌باشد. 